# Lomadonta
Lomadonta is een geslacht van vlinders van de familie spinneruilen (Erebidae), uit de onderfamilie Lymantriinae.

## Soorten
- L. aurago Schultze, 1934
- L. callipepla Collenette, 1960
- L. citrago Hering, 1926
- L. erythrina Holland, 1893
- L. hoesemanni Bryk, 1913
- L. obscura Swinhoe, 1904
- L. ochriaria Hampson, 1910
- L. saturata Swinhoe, 1904
- L. siccifolium Schultze, 1934
- L. sulphurago Schultze, 1934
- L. umbrata Bryk, 1913